# Connexions Information Sharing Services
 (mai 2010).
Connexions Information Sharing Services ou Services de partage d'information Connexions en français, souvent abrégé en Connexions, est un site Web canadien. Se présentant comme la bibliothèque et l'archive en ligne centrale pour les mouvements canadiens partisans du changement social, ce projet à but non lucratif entretient également un répertoire d'associations canadiennes et d'organisations non gouvernementales.